# チョーヤ梅酒
チョーヤ梅酒株式会社（チョーヤうめしゅ、英語: CHOYA UMESHU CO.,LTD. ）は、大阪府羽曳野市に本社を置くリキュールメーカーである。

## 概要
日本を代表するリキュール企業の一社で、特に梅酒において日本では約30％の市場占有率を有する。仕入れ農家は約5000軒で、そのうちの8割が和歌山県に拠点を持つ。また、売上の3割が世界向けであり、約70か国以上に販路を形成している。
創業当時はワインの製造をおこなっていたが、ブランデー製造を経て、現在では梅酒の製造が主流となっている。日本で初めて酒税法の認可を得たウメの実入り梅酒の販売を行ったのも当社である。主力製品の「チョーヤ梅酒」は全商品、日本産の梅を100%使用、添加物は一切使用していない。その他、かりん酒・朝鮮人参酒なども製造している。
元の社名の「蝶矢」は、同社が本社を置く羽曳野市駒ヶ谷地区から南東に聳える二上山・葛城山・金剛山にギフチョウなど数多くの蝶が生息していたこと、また二上山で採取される讃岐岩が石器時代に鏃や石包丁として利用されていた歴史・地理的な背景を持つ。
2000年に梅酒製造40年を機に「チョーヤ梅酒株式会社」に社名を変え、現在に至る。

## 沿革
チョーヤ梅酒株式会社サイトより。
| 年度   | 出来事 |
| ------ | --- |
| 1914年 | 大阪府南河内郡駒ヶ谷村大字駒ヶ谷（現在：羽曳野市駒ヶ谷）で葡萄果実栽培を始める。                                                    |
| 1924年 | 金銅住太郎が生葡萄酒の醸造・販売を始める。                                                                                          |
| 1949年 | ブランデーの製造・販売を始める。 |
| 1951年 | 甘味果実酒の製造・販売を始める。 |
| 1959年 | リキュール酒（梅酒）の製造・販売を始める。                                                                                          |
| 1962年 | 株式会社化し、蝶矢洋酒醸造株式会社を設立。                                                                                          |
| 1968年 | 薬草酒の製造・販売を始める。 |
| 1973年 | 薬用酒（医薬品）の製造・販売を始める。                                                                                              |
| 2000年 | 社名をチョーヤ梅酒株式会社に改称。                                                                                                  |
| 2009年 | 化粧品ブランド「CHOYA プラナス」を通信販売限定で販売開始。                                                                          |
| 2010年 | 9月発売製品から「CHOYA」ロゴを変更、12月から放映の「チョーヤ梅酒 紀州」・「うめほのり」のTVCMからサウンドロゴを変更し、冒頭に移動。 |
| 2014年 | 創業100周年。 |
| 2019年 | アサヒビール（アサヒグループホールディングス）との業務提携開始。                                                                    |

## 主な商品
- ｢チョーヤ梅酒 紀州｣
- ｢The CHOYA ウメッシュ｣
- ｢酔わないウメッシュ｣（ノンアルコール飲料。炭酸飲料扱い）
- ｢チョーヤ さらりとした梅酒｣
- ｢The CHOYA｣
- ｢チョーヤ梅酒 エクセレント｣（モンドセレクション最高金賞受賞）
- ｢チョーヤ とろける黒糖梅酒｣（モンドセレクション金賞受賞）
- ｢ブランデーV.O 果実の酒用｣
- 国外向けに自社ブランドの清酒も供給している。

## 事業所

### 本社・大阪工場
大阪府羽曳野市駒ヶ谷160-1

### 直営店
梅体験専門店「蝶矢」
京都府京都市中京区六角通高倉東入堀之上町108
同社初の常設店舗で、2018年4月開業。梅の品種や砂糖、酒を来店客が自由に組み合わせて好みの梅酒や梅シロップを作ってもらい、持ち帰りできる。2019年12月21日放送の「ぶらり途中下車の旅」（師走の京都2時間SP）で、本店舗が取り上げられた。
梅体験専門店「蝶矢」鎌倉店
〒248-0012  神奈川県鎌倉市御成町11-7 鎌倉御成町白亜1F
2020年6月11日開業

### 工場
大阪川向工場
大阪府羽曳野市川向212
紀州工場
和歌山県田辺市下三栖字岩屋谷1475-109
伊賀上野工場
三重県伊賀市七本木18

### 支店・営業所
大阪支店
大阪府大阪市阿倍野区阪南町2-2-22
東京支店
東京都大田区上池台1-1-2
札幌営業所
北海道札幌市中央区大通西11-4-21
仙台営業所
宮城県仙台市宮城野区宮城野1-4-20
名古屋営業所
愛知県名古屋市中川区上高畑2-85
広島営業所
広島県広島市東区二葉の里1-1-71
福岡営業所
福岡県福岡市博多区博多駅南1-3-6

## テレビ番組
- 日経スペシャル カンブリア宮殿 梅酒で日本の夏を元気に! 進化を続ける最強田舎企業の全貌（2020年8月13日、テレビ東京）：チョーヤ梅酒 社長 金銅重弘出演[1]。

## スポンサー番組（過去に提供されたものを含む）
現在提供中の番組は主に30秒である。

### 現在
- 池上彰のニュースそうだったのか!!（テレビ朝日・2022年10月1日放送の『サンドウィッチマン&芦田愛菜の博士ちゃん 2時間半スペシャル』より）
- ナニコレ珍百景（テレビ朝日・2022年10月より）
- 中居正広の金曜日のスマイルたちへ（TBS・2016年10月より）
- ニンゲン観察バラエティ モニタリング（TBS・2015年10月より、21:00枠）
- 遠くへ行きたい（読売テレビ）

当社と同じ大阪府内に本社のある毎日放送（MBSラジオ）などでは、｢梅酒といえば、♪CHOYAです｣というメッセージだけの5秒CMも、ラジオ向けのスポットCMとして放送している。

### 過去
日本テレビ系列
- 木曜ゴールデンドラマ（読売テレビ制作）
- ドラマシティ（読売テレビ制作）
- 火曜サスペンス劇場「ヒューマンスペシャル」（1981年以降）
- ウェークアップ!（読売テレビ制作、時期不明）
- 水曜ドラマ
- 世界まる見え!テレビ特捜部
- モグモグGOMBO（一時カウキャッチャー）
- 即席!明るい改造計画（読売テレビ制作、1994年）
- ダウンタウンDX（読売テレビ制作、時期不明・1996年 - 1997年ごろ?）
- 踊る!さんま御殿!!
- セクシーボイスアンドロボ
- 行列のできる法律相談所（現在は提供を降板）
- 秘密のケンミンSHOW（読売テレビ制作、現在は提供を降板）
- ゆっくり私時間（2011年1月 - 2020年3月、唯一の一社提供番組。提供読みの呼称は「（コーポレート・スローガン名）、チョーヤ梅酒」。）

TBS系列
- クイズMr.ロンリー（毎日放送製作）（1984年）
- 金曜テレビの星!
- ドラマ30（中部日本放送・毎日放送交互制作、1992年以降）
- 新伍のワガママ大百科（毎日放送制作、1993年）
- ニュースの森（1993年 - 2000年）
- TVジェネレーション
- 関口宏の東京フレンドパークII（1995年 - 1999年）
- Toki-kin急行 好きだよ!好きやねん
- ソウル国際女子駅伝（毎日放送制作）（1998年）
- TBS木曜10時枠の連続ドラマ
- 月曜ドラマスペシャル
- 特捜!芸能ポリスくん
- EXILE魂（毎日放送と共同制作）
- 水曜プレミアシネマ
- プレバト!!（毎日放送制作、2015年10月より2017年9月まで）

フジテレビ系列
- スーパータイム（1989年 - 1994年）
- 火曜ワイドスペシャル（1996年 - 1997年）
- 報道2001
- SMAP×SMAP（関西テレビと共同制作）
- スーパーナイト（関西テレビと共同制作）
- 水曜劇場
- 金曜エンタテイメント
- 金曜プレステージ
- 土曜プレミアム（2017年10月 - 2019年3月、｢プレバト!!｣から移動。現在はキリンビールに交代）
- 関西テレビ制作火曜夜10時枠の連続ドラマ（関西テレビ制作）

テレビ朝日系列
- サンデープロジェクト（朝日放送と共同制作）
- パネルクイズ アタック25（朝日放送制作、1997年7月より3か月間）
- 土曜ワイド劇場（朝日放送・テレビ朝日交互制作、1993年10月 - 2003年。提供開始は60秒、のちに30秒に縮小。2010年10月より提供していた）
- 木曜ドラマ（現在はKDDI→ENEOS→Disney+→ナースパワーに交代）
- 潜入!24時間（1998年）
- 新婚さんいらっしゃい!（朝日放送制作、2005年10月 - 12月、2006年4月 - 2010年9月。提供の読みは「梅酒造りのパイオニア・チョーヤ梅酒」であった。）
- 世界の村で発見!こんなところに日本人（朝日放送制作、2014年10月から2015年9月まで）
- 木曜ミステリー（2022年9月29日の『ニンチド調査ショー 初回2時間スペシャル』で降板。）

テレビ東京系列
- 日曜ビッグスペシャル
- 徳光和夫の情報スピリッツ
- それぞれの断崖
- TVチャンピオン

その他
- サンテレビボックス席（サンテレビ）

1980年代は主に在阪テレビ局の全国ネット番組へのスポンサー参加が多かったが、現在は在京テレビ局の番組のスポンサーになる事が多い。また、静岡県や岡山県・香川県のテレビ局において、スポットCMを多数流している事もある。なお、2011年2月からはスポンサークレジットが「チョーヤ梅酒」から「CHOYA」に変更となっている。

## テレビCM

### 現在
- 福地桃子（酔わないウメッシュ）[7]
- 木村カエラ（さらりとした梅酒）
- 瀬戸康史（紀州）[8]
- 宮本茉由（The CHOYA）[9]
- 阿部亮平（ウメッシュ、The CHOYA ウメッシュ）

### 過去
- ミヤコ蝶々（チョーヤ梅酒）
- 金田正一（チョーヤ梅酒・プラQ）
- 黒木瞳（梅酒紀州）
- 風吹ジュン (梅酒紀州)
- 蟹江敬三 (梅酒紀州)
- 高橋恵子（ウメッシュ、梅酒紀州）
- 工藤夕貴（ウメッシュ）
- 鈴木蘭々（ウメッシュ）
- 水野真紀（ウメッシュ）
- 菅野美穂（ウメッシュ）
- 山口あゆみ（ウメッシュ）
- 鈴木杏（ウメッシュ）
- 宮崎あおい（ウメッシュ）
- 黒谷友香（さらりとした梅酒）
- 伊東美咲（さらりとした梅酒）
- 比嘉愛未（さらりとした梅酒）
- 北乃きい（酔わないウメッシュ）
- 高畑充希（酔わないウメッシュ）[10]
- マイコ・角田晃広（東京03）（さらりとした梅酒）
- 紺野まひる（梅ワイン）
- 松本明子（梅酒紀州）
- 渡辺満里奈（梅酒紀州）
- 久遠さやか（ハチミツ梅酒）
- 中島知沙（ハチミツ梅酒）
- 藤田朋子 （1990年代前半、OLに梅酒ブーム）
- 大路恵美（ウメビアン）
- 羽谷直子（元朝日放送アナウンサー、学生時代に出演）
- 古内真央・古屋絵里加（ウメッシュゼリー）2009年のみ、滝裕可里と3人で出演
- 村井国夫・音無美紀子・村井麻友美（紀州）
- 大島優子（さらりとした梅酒、ウメッシュ）
- 高畑淳子（紀州）
- 相楽樹（酔わないウメッシュ）[10]
- 倉科カナ（うめほのり）
- 永田沙紀、山崎好美（黒糖梅酒）
- 夏菜（ウメッシュ、紀州）
- 滝裕可里（ウメッシュゼリー）2009年から

## コーポレート・スローガン
現在
- ｢とどけ、梅のちから。｣（2016年 - ）

過去
- ｢すこやかな、おいしさ。｣
- ｢価値ある、おいしさ。｣